# History of Man
«History of Man» — песня английской певицы-песенницы Мэйcи Питерс, выпущенная в качестве пятнадцатой (и последней) песни на её втором альбоме The Good Witch. Питерс выпустила свой второй альбом The Good Witch 23 июня 2023 года, который дебютировал на первом месте в чартах Великобритании. «History of Man» была написана во время недельной сессии в студии Decoy Studios в Саффолке вместе с тремя другими песнями, вошедшими в альбом: «Wendy», «Want You Back» и «BSC».
В рамках продвижения альбома Питерс разместила в своих социальных сетях иллюстрированные карты Таро, каждая из которых представляла отдельную песню альбома. На карте Таро для «History of Man» изображено анатомическое сердце с текстом песни «Женские сердца — смертельное оружие» вверху и названием и номером трека внизу.
Питерс называет «History of Man» «закодированной Джо Марч», поскольку героиня Джо Марч в «Маленькой женщине» высказывала те же мысли, что и в песне, в частности, во время своего монолога о сложностях женщин, где она говорит: «У женщин есть ум, есть душа, а также сердце. У них есть амбиции и талант, а также красота. Мне так надоело, что люди говорят, будто любовь — это все, на что способна женщина».

## Композиция и текст
Песня была написана и сочинена Питерс и Джо Рубелом и относится к жанру поп-музыки. На протяжении всей песни Питерс делает ряд исторических ссылок, чтобы сравнить свой собственный сценарий разбитого сердца с другими на протяжении всей истории. Одна из строк песни гласит: «Так Самсон обвинил Делилу, но если бы у меня была хоть половина шанса, я бы тоже сделала его слабее» Это отсылка к истории из Ветхого Завета, где Самсон наделён Богом сверхчеловеческими способностями, которые живут в его волосах. Самсон открывает это своей любви Делиле, которая затем отрезает ему волосы В этой песне Питерс, похоже, намекает на то, что в обстоятельствах Делилы она могла бы поступить так же. В бридже песни Питерс поёт: «Он украл её молодость и обещал небеса. Мужчины начинают войны, а Троя ненавидит Елену» . Питерс разместила в социальных сетях видеоролик, в котором размышляет о значении этой песни: «По сути, речь идёт о том, что традиционно Елену Троянскую изображают как злую искусительницу, которая сбежала с Парисом из Трои от своего мужа Менелая и дома в Спарте, спровоцировав огромную войну, в которой погибли тысячи древних греков. Однако в более поздних интерпретациях её можно рассматривать как человека, который был захвачен в плен и отдан на милость прихоти этих мужчин, вынужден был покинуть свой дом в Спарте и жить в Трое, где она никого не знала и не имела. Спарта видела в ней предательницу, Троя — ведьму, разжёгшую войну, а Елену в итоге обвинили в действиях жадных и эгоистичных мужчин. Можно сказать, история человека». Питерс также упоминает в песне происхождение мёда, стены Иерихона, историю Орфея и Эвридики, а также остров Пасхи, сирен и Адама с Евой.

## Отзывы критиков
В целом The Good Witch и History of Man были приняты положительно. Один из рецензентов написал: «У Питерс есть весёлая сторона, но её креативность проявляется в таких местах, как более близкая „History of Man“, которая может похвастаться темами, о которых большинство поп-звёзд даже не подумали бы писать, возвращаясь в историю и обсуждая гендерные различия между влиятельными мужчинами и женщинами» Другой рецензент называет «History of Man» «самым мощным треком на этом альбоме». Трудно поверить, что в 23 года Питерс так поэтично отразил чуму сердечных страданий и любви. Различия между мужчинами и женщинами и то, как наши различия приводят к стольким раздорам. Сколько бы ни рассказывали историй, мужчины уходили, когда становилось трудно, а женщины делали все возможное, чтобы все получилось".

## Чарты и стримы
| Чарты                         | Высшая позиция | Источник |
| США (Spotify Viral 100 Chart) | 32             | [ 11 ]   |
| ----------------------------- | -------------- | -------- |
| Саудовская Аравия (Deezer)    | 8              | [ 12 ]   |
| Ирландия (iTunes Top 100)     | 18             | [ 13 ]   |

| Платформы | Потоки    | Ежедневные данные | Источник |
| --------- | --------- | ----------------- | -------- |
| Spotify   | 9,270,107 | 169,740           | [ 14 ]   |

## Участники записи[15]

### Композиция и слова
- Мэйси Питерс — автор песен
- Джо Рубел — автор песен

### Производство и звукорежиссура
- Джо Рубел — продюсер, звукорежиссёр
- Габ Страм — звукорежиссёр
- Роберт Селленс — звукорежиссёр
- Марк «Спайк» Стент — звукорежиссёр по смешиванию
- Мэтт Волах — помощник звукорежиссёра по микшированию
- Джейми МакЭвой — звукорежиссёр
- Стюарт Хоукс — мастеринг-звукорежиссёр
- Трис Эллис — помощник звукорежиссёра